# 帕特里克·布里斯托
帕特里克·布里斯托（英語：Patrick Bristow，1962年9月26日—）是一名美國演員、喜劇演員和導演。

## 個人生活
布里斯托是洛杉磯本地人，是前表演者 Frank Bristow 和 Patricia O'Kane 的第三個孩子。 自 1994 年以來，布里斯託與他的丈夫安德魯·尼卡斯特羅 (英語：Andrew Nicastro) 居住在洛杉磯，後者曾任史蒂芬·史匹柏的大屠殺基金會全球製作總監。兩人於2010年4月在康乃狄克州舊格林威治舉行的婚禮上結婚，親朋好友出席。

## 外部連結
- 帕特里克·布里斯托在互联网电影资料库（IMDb）上的資料（英文）
- 在AllMovie上帕特里克·布里斯托的頁面（英文）